# Занога
Занога (болг. Занога) — бывшее село в юго-западной Болгарии. Входит в общину Петрич, расположенную в Благоевградской области. Находится в горах Огражден близ сел Иваново и Крынджилица.
С начала XXI века не является «населенным пунктом» в буквальном смысле слова. Упразднено в 2015 году.

## История
В книге «Этнография вилайетов Адрианополь, Монастир и Салоники», изданной в Константинополе в 1878 году и включающей статистику по мужскому населению от 1873 года, Занога описана как деревня, население которой составляли 22 семьи из 70 жителей болгар. В 1900 году в деревне, по данным книги «Македония. Этнография и статистика» Васила Кынчова, насчитывалось в общей сложности 63 болгарина. В то время все христиане в деревне находились под юрисдикцией Болгарской экзархии. По данным книги секретаря экзархата Димитра Мишева «Македония и её христианское население» в 1905 году в селе проживало 56 болгар.
Известно, что с началом Первой Балканской войны в 1912 году, три добровольца из села присоединились к Македонско-Одринскому ополчению.
После этой войны деревня вошла в состав общины Яково Петричской околии Струмицкого округа Болгарии. В 1920 году в селе, вошедшем с околией в состав округа Петрич, было 5 домохозяйств в 5 жилых домах, в 1926 году — 6 домохозяйств в 6 жилых домах.
В 1934 году в селе общины Никудин околии Петрич Софийской области было 5 домохозяйств в 5 жилых зданиях. Затем околия вошла в состав области Горна Джумая, а село вошло в состав общины Игралиште.
С 1949 года Петричская околия вошла в состав Горноджумайского округа (с 1950 года — Благоевградского). В 1950—54 и 1958—69 годах село входило в общину Кырналово, а в 1954—58 и 1969—78 годах — в состав общины Яково. В 1959 году околии были ликвидированы. С 1978 года село вошло в общину Первомай, а с 1987 года — в общине Петрич. С 1987 года — в Софийской, с 1999 года — в Благоевградской области. Упразднено в 2015 году.

## Население
| 1920 | 1926 | 1934 | 1946 | 1956 | 1965 | 1975 | 1985 | 1992 | 2001 | 2011 |
| ---- | ---- | ---- | ---- | ---- | ---- | ---- | ---- | ---- | ---- | ---- |
| 25   | 37   | 33   | 46   | 51   | 21   | 7    | 2    | 0    | 0    | 0    |